# Verschiebung (Psychoanalyse)
Verschiebung ist ein psychischer Vorgang, durch den seelische Energie, die auf eine bestimmte Person gerichtet ist (bzw. auf die mit der Person verbundenen unbewussten Vorstellungsrepräsentanzen), an eine andere Person abgegeben wird (z. B. wird Wut auf den Vater zu Wut auf den kleinen Bruder). Verschiebung dient der psychischen Ökonomie (Herstellung eines inneren Gleichgewichts), indem Affektbeträge relativ frei von einem Inhalt zu einem anderen überwechseln können. Daher wird im psychodynamischen Verständnis der Objektbesetzung die Verschiebung auch als Affektverschiebung bezeichnet.
Die Konzeption geht auf Freud zurück und wurde von ihm zuerst als Vorgang der Traumarbeit beschrieben. Der zur Verschiebung gegensätzliche Vorgang ist die sogenannte Verdichtung (Kompression), bei der die Besetzung einer Repräsentanz nicht an eine andere abgegeben wird, sondern mehrere Repräsentanzen zu einer verschmelzen (das Bild des strengen Vaters und jenes des strengen Lehrers wird zu einer Repräsentanz, die gemeinsame Eigenschaften und Affekte beinhaltet). Nach Freuds ökonomischer Theorie kann eine Vorstellung durch Verschiebung den ganzen Energiebetrag ihrer Besetzung an eine andere abgeben, durch den Prozess der Verdichtung kann sie die Besetzung mehrerer anderer aufnehmen. Verschiebung und Verdichtung sind Beispiele des Primärprozesses, d. h. innerpsychischer Vorgänge, die dem Lustprinzip folgen.
Bisweilen dient die Verschiebung auch als Abwehrmechanismus, so z. B. bei Phobien oder Deckerinnerungen.